# 原盛胤
原 盛胤（はら もりたね、? - 天正3年5月21日（1575年6月29日））は、戦国時代の武将。甲斐武田氏の家臣。通称は甚四郎。諱は昌胤であったともされ、譜代家老の原昌胤と区別するために、甚四郎昌胤とも呼ばれる。

## 略歴
武田二十四将の1人で「鬼美濃」として有名な足軽大将である原虎胤の次男として生まれる。長兄の横田康景が横田高松の婿養子となったため、永禄7年（1564年）に父・虎胤が死去すると家督を継いで武田信玄に仕えた。『甲陽軍鑑』によれば元亀2年（1571年）、酒宴の席で諸角昌守（諸角虎定の子）と口論の上で喧嘩乱闘に及んだため、信玄によって喧嘩両成敗として知行・家臣団を取り上げられたという。
信玄没後は武田勝頼に仕え、天正3年（1575年）5月21日、長篠の戦いで戦死した。
弟の重胤の家系が続いており、松代藩・沼田藩真田家に仕えた原氏は盛胤の子・勝吉が天正10年（1582年）の織田信長による武田征伐での武田家滅亡後に真田昌幸を頼って落ちのびて同氏の勘定方となり、後に昌幸の偏諱を受けて原昌貞と称したのが始まりと伝えている。